# عملية التمريض

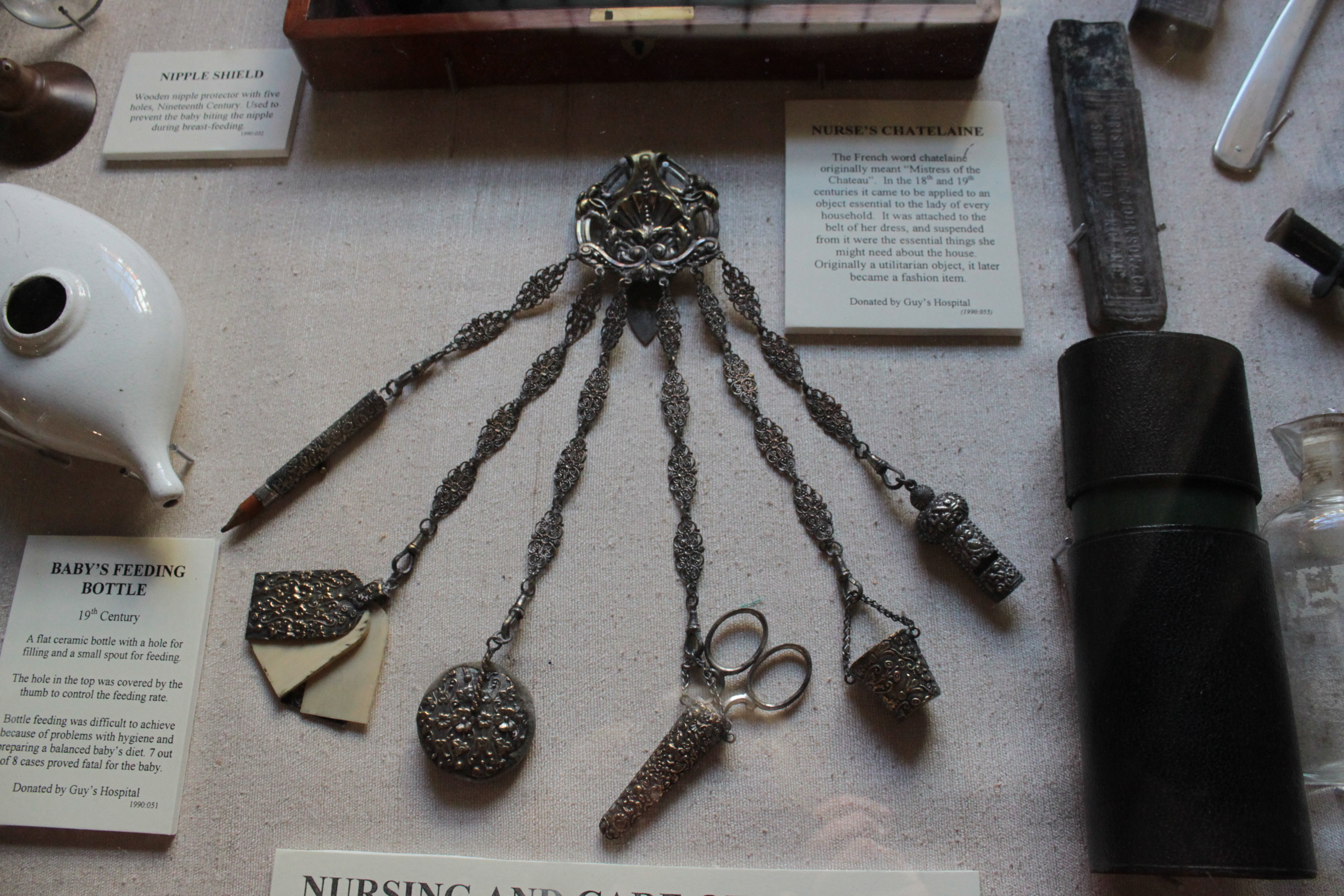
مجموعة أدوات أو خطاف به أشياء خاصة بممرضة متخصصة في فطام الأطفال

عملية التمريض هي عملية تتبع منهجًا علميًا مُعدلاً. وكانت أيدا جاين أورلاندو أول من وصفت ممارسات التمريض بكونها عملية تمريض تتكون من أربع مراحل في عام 1958. ولا ينبغي خلط عملية التمريض بنظريات التمريض أو المعلوماتية الطبية. وأُضيفت مرحلة التشخيص لاحقًا إلى هذه العملية.
تستخدم عملية التمريض الحكم السريري لتحقيق توازن في نظرية المعرفة بين التفسير الشخصي ودليل الأبحاث، حيث قد يلعب فيه التفكير النقدي دورًا في تصنيف مشكلة المريض وتحديد طريقة التعامل معها. وتتطلب عملية التمريض دراية الفرد العامل بالعديد من النماذج. وتبنت المعرفة المتعلقة بالتمريض مبدأ التعددية منذ سبعينيات القرن الماضي.
يشير بعض المؤلفين إلى الخارطة الذهنية أو التفكير الاستدلالي باعتباره إستراتيجية بديلة ممكنة عن الرعاية التنظيمية. ويلعب الحدس دورًا هامًا في الحياة المهنية للممرضات المتمرسات.

## المراحل
العملية التمريضية هي عملية هدفها الرعاية، وتطرح إطار عمل للرعاية التمريضية. ويدخل في هذه العملية ست خطوات أساسية:
- ق

التقييم (ما هي البيانات التي يتم جمعها؟)
- ش

التشخيص (ما هي المشكلة؟)
- ن

تحديد النتائج - (كانت هذه الخطوة في الأصل جزءًا من مرحلة التخطيط، ولكن تمت إضافتها مؤخرًا كخطوة جديدة في العملية الكاملة).
- خ

الخطة (كيفية مواجهة المشكلة)
- ف

التنفيذ (وضع الخطة في إطارها العملي)
- ت

التقييم (هل أتت الخطة بثمارها؟)
ووفقًا لبعض واضعي النظريات، يُعد وصف هذه الخطوات الست للعملية التمريضية وصفًا قديمًا ويُمثل التمريض خطأ بأنه عملية خطية وشديدة الصغر.

### مرحلة التقييم
يقوم الممرض بإكمال حاجات الفرد أو العائلة أو المجتمع في التقييم التمريضي الشمولي، بغض النظر عن سبب المواجهة التقييمية. ويجمع الممرض بيانات ذاتية وبيانات موضوعية في إطار تمريضي، مثل معظم نماذج غوردون الصحية الوظيفية.

#### نماذج لجمع البيانات
يُمثل التقييم التمريضي نقطة البداية لتحديد التشخيص التمريضي. ومن المهم استخدام إطار التقييم التمريضي الملاحظ في تحديد مشكلات* المريض والمخاطر التي يتعرض لها والنتائج الخاصة بتعزيز صحته. وينبغي أن يكون استخدام إطار تمريضي قائم على الأدلة، مثل تقييم نماذج غوردون الصحية الوظيفية، مرشدًا للتقييمات التي تدعم الممرضين في تحديد التشخيص التمريضي الذي تتبناه الجمعية الدولية للتشخيص التمريضي في شمال أمريكا (NANDA-I). وحتى يتسنى التحديد الدقيق لعمليات التشخيص التمريضي، لذا فإن تطبيق إطار تقييم مفيد وقائم على الدليل هو الحل الأمثل في هذا الخصوص.

##### الطرق
- مقابلة المريض
- الفحص السريري
- الحصول على التاريخ الصحي للحالة (بما في ذلك بيانات عن النظام الغذائي)
- الحصول على تقرير عن التاريخ الصحي للعائلة
- البيانات التشخيصية
- المُلاَحَظَة

### مرحلة التشخيص
تمثل التشخيصات التمريضية الحكم السريري للممرض حول المشكلات الصحية المتوقعة أو الفعلية بشأن العمليات الحياتية أو المشكلات التي يمر بها الفرد أو العائلة أو المجموعة أو المجتمع. ويتم إثبات دقة التشخيص التمريضي عندما يتمكن الممرض من تحديد السمات المحددة و/أو عوامل المخاطرة و/أو العوامل ذات الصلة الموجودة في تقييم حالة المريض تحديدًا واضحًا وربطها ببعضها البعض. وقد يتم إجراء عدة تشخيصات تمريضية للحالة المرضية الواحدة.

### مرحلة التخطيط
بالاتفاق مع المريض، يناقش الممرض كل مشكلة من المشكلات التي تم التعرف عليها في مرحلة التشخيص. وفي حالة إجراء عِدة تشخيصات تمريضية، يعطي الممرض الأولوية للتشخيص الذي يحتاج إلى اهتمام أكثر من غيره من حيث حدته والأضرار المحتملة الخطيرة التي قد تلحق بالحالة المرضية بسببه. ويوضع هدف أو نتيجة معينة يمكن قياسها لكل مشكلة على حدة. ولكل هدف أو نتيجة، يختار الممرض التدخلات التمريضية التي يمكن القيام بها للمساعدة في تحقيق هذا الهدف أو الوصول لتلك النتيجة. وهناك طريقة معروفة لصياغة النتائج المتوقعة تتمثل في استخدام تصنيف النتائج التمريضية القائمة على الدليل، وهو تصنيف يسمح باستخدام اللغة الموحدة والتي ترمي إلى تحسين اتساق المصطلحات والتعريفات ومقاييس النتائج. وتسمح التدخلات المستخدمة في تصنيف التدخلات التمريضية مرة أخرى باستعمال اللغة الموحدة من أجل تحسين اتساق المصطلحات والتعريفات، ومن أجل القدرة على تحديد الأنشطة التي يقوم بها طاقم التمريض، والتي يمكن ربطها بعبء أعمال التمريض ومؤشرات التوظيف. وتنتهي هذه المرحلة بوضع خطة رعاية تمريضية.

### مرحلة التنفيذ
يقوم الممرض بتنفيذ خطة الرعاية التمريضية، كما يقوم بأداء التدخلات التي تم اختيارها من أجل المساعدة في تحقيق الأهداف أو النتائج الموضوعة. ويتم تضمين المهام المحددة ورصدها في هذه المرحلة أيضًا.

### مرحلة التقييم
يقيم الممرض التقدم الذي يتم إحرازه نحو تحقيق الأهداف أو النتائج المتوقعة، والتي تم العمل على تحقيقها في المراحل السابقة. وإذا كان التقدم نحو الهدف بطيئًا أو حدث تقهقر، فعلى الممرض إذن تغيير خطة الرعاية. وإذا حدث العكس وآتت المجهودات ثمارها وصولاً للهدف الموضوع، فيمكن حينها وقف خطة الرعاية. وقد يتم التعرف على مشكلات جديدة في هذه المرحلة، لذا ستبدأ العملية برمتها من البداية مرةً أخرى.

## الخواص
إن عملية التمريض عملية دورية ومستمرة قد تنتهي عند أي مرحلة إذا عولجت المشكلة. كما أنها موجهة لكل مشكلة يواجهها الفرد أو العائلة أو المجتمع. ولا تركز عملية التمريض على تحسين الاحتياجات الجسدية وتلبيتها فحسب، وإنما تركز أيضًا على الاحتياجات الاجتماعية والعاطفية.
- Cyclic and dynamic
- Goal directed and client centered
- Interpersonal and collaborative
- Universally applicable
- Systematic» – [8]

ويتم تسجيل العملية بالكامل أو توثيقها من أجل إخطار جميع أعضاء طاقم الرعاية الصحية بها.

## الاختلاف والتوثيق
تعد طريقة باي نظامًا لتوثيق الأعمال، لا سيما في مجال التمريض. والاسم (باي) أصله إنجليزي، وهو مختصر مكون من الحروف الأوائل للكلمات الإنجليزية: (Problem) بمعنى مشكلة، و(Intervention) وتعني تدخل، وكلمة (Evaluation) تعني تقييم.